# 1
1 (I) je bilo navadno leto, ki se je po julijanskem koledarju začelo na soboto ali nedeljo (odvisno od vira). Po proleptičnem julijanskem koledarju se je začelo na soboto, po proleptičnem gregorijanskem koledarju pa na ponedeljek.

## Dogodki
- Začela se je doba Juanši kitajske dinastije Han.
- Konfuciju so posmrtno podelili prvi kraljevi naziv lord Baočengksun Ni.
- V Rimu se je pojavila svila.
- Gaj Cezar je bil rimski konzul.

## Rojstva
- Jezus Kristus (po krščanskem izročilu velja to leto za rojstno leto, čeprav se je skoraj gotovo rodil prej; glej Jezusovo rojstvo)

## Smrti
- Zhao Feiyan - kitajska cesarica